# 世界水システム遺産
世界水システム遺産（せかいみずシステムいさん／英語：World Water System Heritage）は、世界水会議がかんがい施設遺産を推進する国際かんがい排水委員会と共同で新たに創設する水資源管理・水保全に関連する有形無形の文化遺産や文化的環境（環境財）を顕彰する制度。2016年11月25-26日にフランスのマルセイユで開催される世界水会議の会合において一回目の登録が行われる予定であったが、審査方法が未確定であったため2018年まで延期された。

## 概要
本節は全文国際かんがい排水委員会のWORLD WATER SYSTEM HERITAGE PROGRAMME (PDF) を引用

### 意図
2015年9月の国際連合総会で採択された持続可能な開発のための2030アジェンダの具体的行動指針である持続可能な開発目標の「水の利用可能性と持続可能な管理を確保する」との一文の具体的保護活動と位置づけ、
1. 水の遺産から教訓を得る
2. そこに込められた伝統的知恵を広める
3. 伝統的知恵から新しいアイデアを生み出す
4. 水の遺産を現況に適応させる

### 対象
自然環境と共生してきた水管理システムとして、飲料水（井戸・上水道）、農業（灌漑）、漁業（漁場）、産業（工業用水・廃水）、発電（ダム）、洪水・津波等の防災施設など。

### 条件

#### 一次基準
以下の全てを満たす必要がある
1. 何世代にもわたっているべきで少なくとも百年以上経過している
2. 地域社会の知恵を集めたシステムで、コミュニティの習慣や規則を発展させた
3. 様々なステークホルダーに関与している
4. 地域の社会経済に貢献している

#### 二次基準
以下の内、一件以上を満たしていること
1. 歴史的背景が優れており、それを検証できる
2. 文化的価値を発展させてきたか、生物多様性を維持する
3. 干ばつや洪水などの自然災害、人為的な水質劣化を効果的に克服した
4. 人類共通の卓越した普遍的な価値を有している

## 登録
審査体制が整った2018年3月にブラジルのブラジリアにおいて初の世界水システム遺産の登録が決定した。
- 源兵衛川の灌漑運河システム（静岡県三島市）
- 関川水系土地改良区（新潟県上越市・妙高市）
- シェイク・バハエイ（英語版）の水分配システム（イラン）

## 支援
2012年のブラジル・リオデジャネイロでの国連持続可能な開発会議（リオ＋20）をうけユネスコが採択したリオ＋20の文化において「水と文化」を上げており、組織内に水科学部を設け国際水文学計画による水資源管理もしているユネスコが遺産保護事業の一環として支援する。水システム遺産の一回目の登録が行われる世界水会議の会合に合わせ、ユネスコとイコモスは「水と遺産のための未来会議」を開催した。

## 国内関連
滋賀県の琵琶湖周囲に点在する重要文化的景観選定の近江八幡の水郷、高島市海津・西浜・知内の水辺景観、高島市針江・霜降の水辺景観、長浜市の菅浦の湖岸集落などを「水遺産」として総括し日本遺産に認定されており、琵琶湖を中核に県全域での世界農業遺産登録も目指している（2018年に「森・里・湖（うみ）に育まれる漁業と農業が織りなす琵琶湖システム」として日本農業遺産認定）。

## 出版物

### 専門書
Willem J.H. Willems & Henk P.J. van Schaik (2015). Water & Heritage - Material, conceptual and spiritual connections. Sidestone Press Academics. pp. 434ページ. ISBN 978-9088902789

### 関連本
秋道智彌『水と世界遺産 景観・環境・暮らしをめぐって』小学館、2007年、224頁。ISBN 978-4093877152。